# Nadja Peulen
Nadja Peulen (1975. január 10. –) német zenész, aki Rayne Foss-Rose-t helyettesítette a Coal Chamberben, amikor a banda turnézott. 

## Pályafutása
Nem stúdiózott együtt a Coal Chamberrel, az egyedüli feladata Rayna pótlása volt a koncerteken, mivel Rayna házas volt (a férje a Sevendust dobosa, Morgan Rose), és gyerekkel volt.
Nadja Peulen majd 12 hónapon keresztül helyettesítette 1999-ben Foss-t, mivel a Coal Chamber éppen a második albumának, a Chamber Musicnak a turnéján volt. Amikor a zenekar a harmadik albumát, a Dark Days-t vette fel, Rayna ismét visszatért. A Dark Days felvétele után nem sokkal kilépett Foss, a banda pedig Nadja-t hívta az üres hely megtöltésére, így Peulen ismét a Coal Chamberrel turnézott a Dark Days album koncertjein. A banda még ugyanezen a turnén, 2002-ben feloszlott, de Nadja nem hagyta abba a zenélést, egy Cypress Hill nevű zenekar két klipjében szerepel, a "Rocksuperstar"-ban és a "What's your number"-ben.
A zenélés mellett elindította az első póló forgalmazó cégét "CruelTees" néven, ezek megtalálhatók a Hot Topic boltjaiban és az interneten.
2005-ben Nadja szerepelt a Roadrunner United albumán egy Dino Cazares (Fear Factory) által felügyelt számban, a "The End"-ben, amely a lemez egyetlen kislemezes dala.
A dalt előadó zenészek:
- Matt K. Heafy (Trivium)
- Dino Cazares
- Logan Mader (Machine Head, Soulfly)
- Roy Mayorga (Stone Sour)
- Nadja Peulen (ex-Coal Chamber)

Szerepelt egy TV-s showban is a Fuse TV-n, amikor a Roadrunner United Joey Jordison egyik dalát adta elő.

## Külső hivatkozások
- nadjaonline.com